# Jodi Long
Pour les articles homonymes, voir Long.
Jodi Long est une actrice américaine née le 7 janvier 1954 à New York.

## Filmographie

### Cinéma
- 1981 : Une femme d'affaires : Betsy Okamoto
- 1982 : Ringers : Shanghai Rose
- 1984 : Splash : une journaliste
- 1987 : Faux Témoin : la serveuse de cocktail
- 1987 : Arena Brains : la femme à succès
- 1988 : Patty Hearst : Wendy Yoshimura
- 1988 : Soursweet : Mul
- 1989 : New York Stories : l'intervieweuse de TV
- 1989 : Né un 4 juillet : une journaliste
- 1990 : L'Exorciste, la suite : la première femme du rêve
- 1990 : Alice : la femme du couple de Park Avenue
- 1993 : Amos et Andrew : Wendy Wong
- 1993 : The Pickle : Yakimoto Yakimura
- 1993 : RoboCop 3 : la mère de Nikko
- 1993 : Piège en eaux troubles : Kim Lee
- 1997 : Hiss and Hers : Corey Chang
- 1997 : Murder in Mind : Helen la secrétaire
- 1998 : Celebrity : la fan du père Gladden
- 2002 : New Suit : la femme qui fait du Feng Shui
- 2002 : Une nana au poil : la mère coréenne
- 2003 : Red Thread : Mme Wong
- 2010 : Beginners : Dr Long
- 2011 : Without
- 2012 : TBS: Sullivan and Son
- 2013 : A Picture of You : la mère
- 2016 : 5 Doctors : Dr Suzuki
- 2018 : Le Passé recomposé : Rebecca
- 2021 : Shang-Chi et la Légende des Dix Anneaux : Mme Chen
- 2023 : Le Roi singe : Wangmu (voix)
- 2024 : Night Swim de Bryce McGuire

### Télévision
- 1980 : Nurse : Gail
- 1982 : Another World : Officier Noguchi (1 épisode)
- 1985 : Equalizer : Mme Lin (1 épisode)
- 1986 : Les deux font la paire : Jin Sung (1 épisode)
- 1988-1990 : Cosby Show : Joann (2 épisodes)
- 1990 : Nick Mancuso : Beth Kurland (1 épisode)
- 1990 : Roseanne (1 épisode)
- 1991 : La Loi de Los Angeles : Christina Leong (1 épisode)
- 1992 : Femmes d'affaires et Dames de cœur : Eileen Arata (1 épisode)
- 1993-1994 : Café américain : Mme Ybarra (18 épisodes)
- 1994-1995 : All-American Girl : Katherine Kim (18 épisodes)
- 1995 : Les Frères Wayans : Angelique (1 épisode)
- 1997-1998 : Michael Hayes : Joan (3 épisodes)
- 1999 : Sex and the City : Patty Aston (1 épisode)
- 1999 : Associées pour la loi (1 épisode)
- 2001 : Totalement jumelles : la propriétaire de Neptune's Net (1 épisode)
- 2002 : Division d'élite : Polly Seager (1 épisode)
- 2003 : New York, unité spéciale : la directrice du centre (saison 4, épisode 16)
- 2003 : Miss Match : Claire (18 épisodes)
- 2005 : FBI : Portés disparus : Mme Kim (1 épisode)
- 2005-2009 : American Dad! : une femme (2 épisodes)
- 2006 : Dr House : la juge (1 épisode)
- 2008 : Cashmere Mafia : Susan Mason (1 épisode)
- 2008-2009 : Eli Stone : Juge Marcia Phelps (6 épisodes)
- 2009 : Les Mystères d'Eastwick : Mme Yang (1 épisode)
- 2010-2011 : Los Angeles, police judiciaire : Juge Sonya Cruz (saison 1, épisodes 8, 13 et 18)
- 2011 : Desperate Housewives : Dr Lunt (1 épisode)
- 2012 : Franklin and Bash : Juge Noreen Poggi (1 épisode)
- 2012 : Made in Jersey : Juge Meisner (1 épisode)
- 2012-2014 : Sullivan and Son : Ok Cha Sullivan (33 épisodes)
- 2015 : Young and Hungry : Mme Park (1 épisode)
- 2016 : Blacklist : Colonel Wright (1 épisode)
- 2016-2018 : Falling Water : Kumiko (13 épisodes)
- 2019 : Elementary : Mme Tseng (1 épisode)
- 2020 : Larry et son nombril : Dr Bahn
- 2020 : Dash and Lily : Mme Basil E (3 épisodes)

### Clips musicaux
- 1986 : New Order: Bizarre Love Triangle : une femme